# Частное лицо (фильм)
«Частное лицо» — советский трёхсерийный художественный телефильм Александра Прошкина 1980 года.

## Сюжет
Осенью 1979 года полковник, начальник уголовного розыска Лукьянов из Москвы, приезжает с женой в отпуск в Крым, по приглашению своего старого товарища, майора местной милиции Алексеева. На первой короткой встрече Алексеев упоминает, что ведёт важное расследование по делу, которое друзья договариваются обсудить на следующий день. Однако ночью Алексеева при задержании им преступника насмерть сбивает машина. Лукьянов обращается к своему однокурснику, начальнику местной милиции Тарасенко с предложением принять участие в расследовании гибели друга. Совместно со следователем Рудаковым и сотрудником уголовного розыска Ващенко Лукьянов начинает расследование этого дела.
Сюжет основан на реальной истории организованной преступной группировки «Тяп-Ляп», сформировавшейся в 1974 году в Казани. Создатели открыли спортивный зал (в простонародье «качалку») для трудных подростков, вербуя из них членов банды.

## В ролях
Сотрудники милиции:
- Анатолий Кузнецов — полковник милиции Евгений Александрович Лукьянов
- Геннадий Юхтин — майор милиции Василий Степанович Алексеев, старый друг Лукьянова
- Георгий Дрозд — полковник Сергей Сергеевич Тарасенко, сокурсник Лукьянова, начальник УВД Ялты
- Вячеслав Дубров — Григорий Михайлович Рудаков, следователь, капитан милиции
- Николай Денисов — лейтенант милиции Коля (Николай Иванович) Ващенко
- Дмитрий Франько — Игнат Петрович Барабулька, участковый инспектор
- Юрий Назаров — Иван Яковлевич Бобров, участковый инспектор
- Юрий Саранцев — Вячеслав Викторович, участковый инспектор
- Леонид Трутнев — Пётр Тарасович, участковый инспектор
- Борис Руднев — Михаил, фотограф-криминалист

Отрицательные персонажи:
- Леонхард Мерзин — Анатолий Дмитриевич Спиридонов, он же Пётр Ефимович Корзун, рецидивист, организатор банды (озвучивал Владимир Ферапонтов)
- Александр Пятков — Паша, подручный Корзуна
- Борис Токарев — Игорь Сергеевич Николаенко, трудный подросток
- Ольгерт Крастыньш — цеховик («левая пряжа»), жертва вымогательства со стороны Корзуна
- Николай Колчицкий — Виктор Рабинов («Витя Фанера»), фарцовщик и валютчик, вращается среди творческой интеллигенции
- О. Орджоникидзе — Михря, деловой партнёр Рабинова (озвучание — Юрий Саранцев)
- Светлана Шевчук — Козлик, любовница Михри, якобы «голландская поэтесса»
- Владимир Приходько — Михаил Фёдорович Порожняк, школьный учитель физкультуры

Прочие лица:
- Татьяна Ташкова (в титрах Васильева) — Татьяна Борисовна Скворцова, молодая жена полковника Лукьянова, врач
- Галина Польских — Нина Афанасьевна Петрова, портье, любовница Корзуна
- Фёдор Одиноков — отец Нины Петровой, лесник
- Дмитрий Попов — Олег Иванович Коржов, владелец «Волги»
- Алексей Задачин — Пётр Фёдорович, профессор
- Василий Левин — режиссёр из Москвы
- Лидия Савченко — официантка
- Георгий Мартиросян — Юрий Алексеев, племянник майора Алексеева

## Съёмочная группа
- Автор сценария: Иван Менджерицкий
- Режиссёр-постановщик: Александр Прошкин
- Оператор-постановщик: Феликс Кефчиян
- Композитор: Эдуард Артемьев
- Художник: Пётр Пророков
- Главный консультант: генерал-лейтенант милиции П. Олейник